# Aeroflot-Flug 1661
Am 1. April 1970 verunglückte eine 3 Jahre alte Antonow An-24B auf dem innersowjetischen Linienflug Aeroflot-Flug 1661 von Nowosibirsk über Krasnojarsk nach Bratsk auf dem ersten Abschnitt, wobei alle 45 Insassen starben.

## Insassen
Die Besatzung bestand aus einem Flugkapitän, einem Ersten Offizier, einem Flugingenieur, einem Navigator und einer Flugbegleiterin. Unter den Passagieren befand sich ein Eishockey-Team.

## Verlauf
Die An-24 startete um 3:42 Uhr Ortszeit und stieg in einer Linkskurve auf 1.500 m und stieg auf dem geplanten Kurs weiter. Als das Flugzeug eine Höhe von 4.200 m erreichte, meldeten sich die Piloten bei der Flugsicherung. Um 3:53 erhielten sie die Freigabe zum Steigflug auf 6.000 m. Als der Fluglotse um 4:10 Uhr Funkkontakt aufnahm, erhielt er keine Antwort.
Die teilweise verbrannten Trümmer wurden auf einem Feld, 20 km südöstlich von Togutschin und 142 km östlich des Startflughafens gefunden.

## Wetter
Das Wetter war an diesem Tag in diesem Gebiet stark bewölkt (10 Punkte bzw. eine Bedeckung von 8/8), wobei die Wolken eine Untergrenze von 900 m und eine Obergrenze von 11.000 m hatten.

## Ursache
Es wurden die Trümmer zweier Wetterballons des Wetterdienstes und des Cockpits außerhalb des Hauptwracks gefunden. Dazu gehörten die Windschutzscheiben und Teile der Flugzeugnase, in der sich das Radar des Flugzeugs befand; sie wiesen Anzeichen einer Kollision mit einem festen Objekt in der Luft auf. Die Ermittler schlossen, dass das Flugzeug im Steigflug durch die Wolken in der nächtlichen Dunkelheit auf einer Höhe von 5.400 m in einen Wetterballon flog. Die Piloten verloren die Kontrolle und das Flugzeug ging in einen Sturzflug über, bei dem in einer Höhe von 2.000 m und einer Geschwindigkeit von 700 km/h beide Tragflächen und das gesamte Leitwerk abbrachen. Der restliche Rumpf schlug um 4:07 Uhr, 25 min nach dem Start, mit einer horizontalen Geschwindigkeit von 300 km/h und einer vertikalen Geschwindigkeit von 216 km/h auf dem Boden auf.

## Ähnliche Unfälle
Am 21. Januar 1973 verunglückte eine andere An-24 unter ähnlichen Umständen (siehe Aeroflot-Flug 6263).